# Road Race Showcase 2021
Navigation
Édition précédente Édition suivante
La 54e édition du Road America 500 2021 (officiellement appelé le 2021 IMSA Sportscar Weekend) a été une course de voitures de sport organisée sur le circuit de Road America au Wisconsin, aux États-Unis, qui s'est déroulée du 5 août 2021 au 8 août 2021. Il s'agissait de la huitième manche du championnat WeatherTech SportsCar Championship 2021 et toutes les catégories de voitures du championnat ont participé à la course.

## Course

### Classement de la course
Voici le classement provisoire au terme de la course.
- Les vainqueurs de chaque catégorie sont signalés par un fond jauni.
- Pour la colonne Pneus, il faut passer le curseur au-dessus du modèle pour connaître le manufacturier de pneumatiques.

## Pole position et record du tour
- Pole position :
- Meilleur tour en course :

## À noter
- Longueur du circuit : 4,048 miles
- Distance parcourue par les vainqueurs :